# Cecelia Ahern
Cecilia Ahern (30. september 1981 i Dublin) er en irsk forfatter.
Hun er uddannet inden for journalistik og mediekommunikation på Griffith College Dublin.
Hun er gift med David Keoghan, som hun også har datteren Robin (f. 14. december 2009) med. Hendes og David Keoghans bryllup blev hemmeligt for offentligheden afholdt d. 11. juni 2010.
Hun debuterede i 2004 med romanen P.S. Jeg elsker dig, som blev en kæmpe succes og lå på bestseller-listerne i både Irland og Storbritannien. Siden er romanen filmatiseret med Hilary Swank og Gerard Butler i hovedrollerne og instrueret af  Richard LaGravenese. 

## Fodnoter
1. ↑  "Cecelia Ahern, biografi". Arkiveret fra originalen 7. december 2010. Hentet 15. december 2010.
2. ↑  P.S. I love you (film)
3. ↑  "Cecelia Ahern, bibliografi". Arkiveret fra originalen 12. juli 2011. Hentet 15. december 2010.
4. ↑  Omtale af romanerne på dansk, Blindt link (Webside ikke længere tilgængelig)